# Elvis (1979)
Elvis är en amerikansk biografisk TV-film från 1979, i regi av John Carpenter och med Kurt Russell i titelrollen.

## Medverkande i urval
- Kurt Russell (sång av Ronnie McDowell) – Elvis Presley
- Shelley Winters – Gladys Presley
- Season Hubley – Priscilla Presley
- Bing Russell – Vernon Presley
- Robert Gray – Red West
- Pat Hingle – Tom Parker
- Charles Cyphers – Sam Phillips
- Ellen Travolta – Marion Keisker
- Charlie Hodge – Sig själv
- James Canning – Scotty Moore
- Elliott Street – Bill Black